# Jüdischer Friedhof (Bobowa)

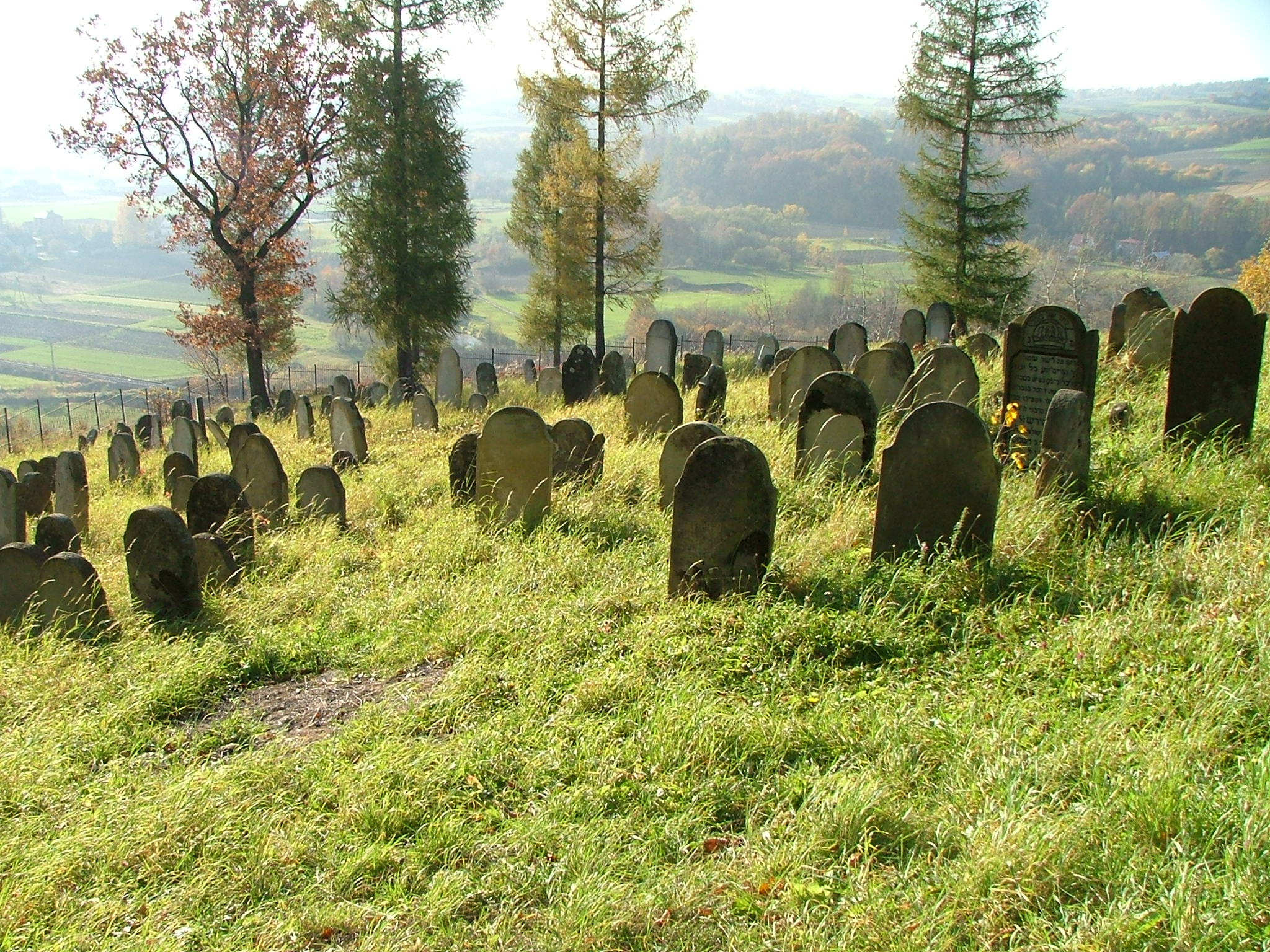
Jüdischer Friedhof in Bobowa

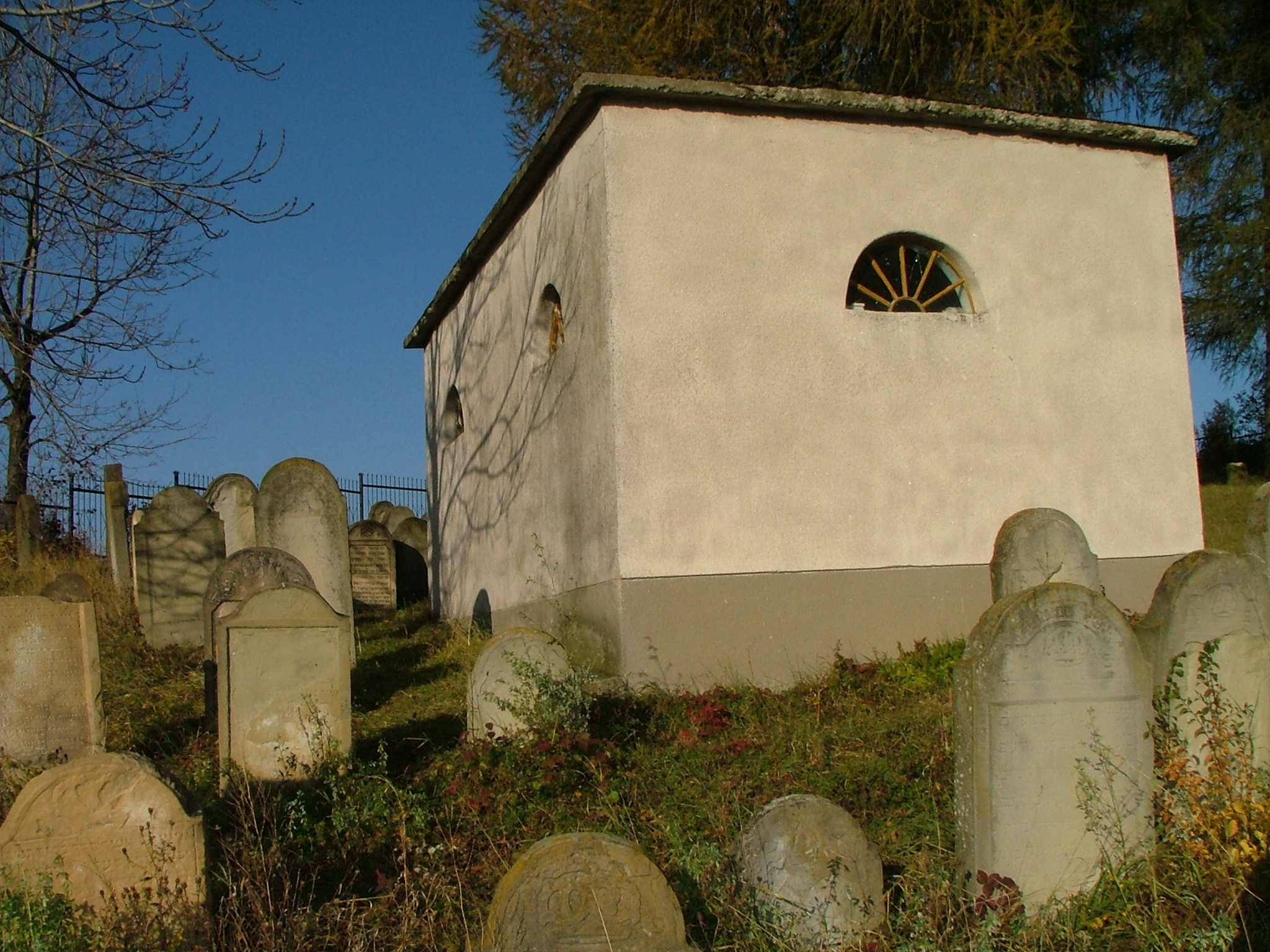
Taharahaus

Der Jüdische Friedhof in Bobowa, einer polnischen Stadt in der Woiwodschaft Kleinpolen, wurde im 18. Jahrhundert angelegt. Der jüdische Friedhof, zwei Kilometer außerhalb des Ortes auf einer Anhöhe, ist ein geschütztes Kulturdenkmal.
Der Friedhof wurde während des Zweiten Weltkriegs von den deutschen Besatzern verwüstet. 
Auf dem circa 7500 m² großen Friedhof sind heute nur noch etwa 100 Grabsteine vorhanden. Im Jahr 1988 ließ die Stiftung der Familie Nissenbaum den Zufahrtsweg zum Friedhof wiederherstellen.